# El Rincón de los Perales
El Rincón de los Perales är en ort i Mexiko, tillhörande kommunen Ixtlahuaca i den västra delen av delstaten Mexiko. Orten hade 1 147 invånare vid folkräkningen 2010.